# Парнавско войводство
Парнавското войводство (на полски: Województwo parnawskie) е административно-териториална единица в състава на Жечпосполита. Административен център е град Парнава.
Войводството е създадено през 1598 година чрез преобразуване на Парнавската президенция (от 1582). Обхваща земи от историко-географската област Ливония (Инфлянти).
През 1622 година войводството е превзето от Швеция. Тази териториална промяна е затвърдена чрез Оливския договор от 1660 година.